# Хуан Мануэль де Сальседо
Хуан Мануэль де Сальседо (исп. Juan Manuel de Salcedo; 1743, Бильбао — 1810, Севилья) — одиннадцатый и последний губернатор Испанской Луизианы (1801—1803). Он сдал Луизиану Франции 30 ноября 1803 года в соответствии с условиями договора Сан-Ильдефонсо.

## Ранняя карьера
Уроженец Бильбао (современная провинция Бискайя, Страна Басков, Испания). Сальседо сделал военную карьеру и служил офицером при защите сеньорио де Бискайя в Семилетней войне. К концу 1760-х годов он служил в Северной Африке на должностях в испанских портах Сеута и Мелилья, прежде чем был переведен на Канарские острова. В 1776 году он прибыл в Санта-Крус-де-Тенерифе, где оставался в течение двадцати лет, дослужившись до должности королевского лейтенанта (royal leutenant) . В июле 1797 года Хуан Мануэль де Сальседо участвовал в успешной обороне Санта-Крус-де-Тенерифе, во время которой адмирал Нельсон потерял правую руку. Сальседо были взяты в плен 29 британских солдат.

## Губернатор Испанской Луизианы
Сальседо был назначен губернатором Луизианы 24 октября 1799 года вместо губернатора Гайосо, который умер при исполнении служебных обязанностей, но из-за проблем со здоровьем он не вступил в должность до 15 июля 1801 года. Тем временем Себастьян Кальво де ла Пуэрта временно исполнял обязанности губернатора. Говорят, что он не пользовался симпатией местных жителей; он якобы унижал членов Кабильдо и бойкотировал их собрания. Он враждебно относился к США, возможно, не без причины; одним из его первых официальных действий была отправка оружия в Накитош, наряду с инструкциями не допускать гринго в район и запретить предоставление земли американцам.
Его положение в качестве губернатора завершилось возвращением Луизианы во Францию незадолго до покупки Луизианы. Его предшественник, Кальво, помог ему в передаче власти новому французскому губернатору Пьеру Клеману де Лосса 30 ноября 1803 года. Через три недели французы передали провинцию США, которые приобрели её за несколько месяцев до этого, в Париже. Сальседо оставался в Новом Орлеане до мая следующего года, после чего отправился в Кадис, Испания.
Несмотря на то, что Сальседо изначально намеревался уйти на пенсию на Канарские острова, в конце концов он попросил разрешения остаться в Кадисе на половинном жалованье, чтобы быть ближе к своему младшему сыну и семье. В начале 1805 года Сальседо был назначен в Андалусию, поселившись в Севилье.

## Семья
Хуан Мануэль де Сальседо женился на Франсиске де Кирога-и-Мансо в Малаге в 1775 году. Их сын, Мануэль Мария де Сальседо (1776—1813), позже стал губернатором Испанского Техаса (1803—1813). Его брат, Немесио де Сальседо, был главнокомандующим внутренних провинций.